# Klasična japonščina
Klasična japonščina (中古日本語 chūko nihongo) je razvojna oblika japonščine, ki je bila v uporabi v dobi Heian med letoma 794 in 1185. Bila je naslednica stare japonščine.

## Okoliščine
Medtem, ko so bile v času stare japonščine za zapisovanje izposojene in prilagojene kitajske pismenke, sta se v obdobju klasične japonščine pojavili dve vrsti pimsmenk: hiragana in katakana. S tem je bil način zapisovanja poenostavljen in je omogočil razvoj nove dobe v japonski književnosti. Najbolj odmevno književno delo tega obdobja je Princ in dvorne gospe.